# Lois Marshall
Lois Marshall   (Toronto, 29 de gener de 1924 - Toronto, 19 de febrer de 1997) fou una soprano canadenca. El seu marit, Weldon Kilburn, havia estat el seu primer professor de piano.

## Adolescència i estudis; premis
Nascuda a Toronto, Ontario, Marshall "va començar els estudis de veu als 12 anys amb Weldon Kilburn (al "Royal Conservatory of Music de Toronto"), el seu acompanyant i professor fins al 1971 i amb qui finalment es va casar el 1968". Lois Marshall era llicenciada per la Universitat de Toronto. El 1968, Marshall va ser investida com a Companya de l'Ordre del Canadà, però va ser, al llarg de la seva llarga carrera, la que va rebre molts altres guardons i guardons, com el Premi Nacional de Música de la Universitat d'Alberta (1962), la "Centennial Medal" (1967)), una medalla del Canada Music Council (1972), la Medalla d'excel·lència de "l'Ontario Arts Council" (1973), el premi Molson (1980), el "Toronto Arts Award for music" (1987), un premi del governador general de les arts escèniques per la realització artística de tota la vida (1993) i l'Orde d'Ontario (1993). Va obtenir títols honoris causa per les universitats de Toronto i Regina, i el Royal Conservatory la va convertir en beca honorària el 1994.

## Carrera
Va gaudir d'una llarga carrera, principalment com a cantant de concerts i recitals, primer com a soprano i més tard com a mezzosoprano. Va gravar extensament i amb un repertori molt ampli. Especialment apreciats són els enregistraments en directe, que proporcionen una mica de la vitalitat i la calor que va irradiar en aquelles ocasions. Els efectes de la poliomielitis infantil durant tota la vida van limitar greument la seva mobilitat, especialment en els darrers anys. No obstant això, apareixia ocasionalment en escenaris d'òpera i en òpera televisiva, incloent produccions de Boston especialment muntades per a ella per Sarah Caldwell. Les seves darreres actuacions a l'òpera van ser com la vella infermera dEugene Onegin, tant a Ottawa com a Toronto. La fama primerenca va venir amb aparicions i enregistraments amb Toscanini i Beecham. Durant molts anys, va fer una gira com a soprano solista al Bach Aria Group i va cantar en representacions anuals a Toronto de El Messies i St. Matthew Passion amb Sir Ernest MacMillan i els successius directors de la Simfònica de Toronto.

## Discografia parcial
Les dates entre parèntesis són les dates de gravació.
- Arias, CBC PSCD 2001 (1956–1959).
- Bach, Johann Sebastian. Cantata 51 i Wolfgang Amadeus Mozart Exsultate Jubilate, Toronto Symphony, MacMillan (cond.), Hallmark, CS2 (1953/1954).
- Bach, Johann Sebastian. Mass in B Minor, Redel (cond.) Philips 438 739-2.
- Handel, George Frederick. El Messies, Toronto Mendelssohn Choir, MacMillan (cond.), Beaver Records, LPS 001 (1952).
- Bach, Johann Sebastian. St. Matthew Passion, Toronto Symphony, MacMillan (cond.), Beaver Records, LPS 002 (1953).
- Beethoven, Ludwig van. Missa Solemnis, NBC Symphony, Toscanini (cond.), RCA (1953).
- Celebrity Recital, Lois Marshall, Radio Canada International RCI 427 (1974).
- Elwell, Herbert. Pastorale, Toronto Symphony, MacMillan (cond.), Hallmark, CS1 (1953).
- Folksongs of the British Isles, Marquis MAR 102 (1983).
- Arias, CBC PSCD 2001 (1956–1959).
- Handel, George Frideric. El Messies, Toronto Symphony, MacMillan (cond.), Beaver Records, LPS 001 (1952).
- Handel, George Frideric. Solomon, Royal Philharmonic, Beecham (cond.), [EMI] (1955–1956).
- Mozart, Wolfgang Amadeus. Die Entführung aus dem Serail, Royal Philharmonic, Beecham (cond.), EMI (1957).
- Schubert, Franz. Die schöne Müllerin, CBC PSCD 2010 (1976).
- Schubert, Franz. Winterreise, CBC PSCD 2011 (1979).
- Schumann, Robert. A Schumann Recital, CBC (1978).
- Strauss, Richard. Vier letzte Lieder, Sony SM2K 526674.
- Strauss, Richard. "Ophelia Lieder Nos. 1-3" CBC (1962-1963), Richard Strauss - A Personal View, by Glenn Gould.[2]

Gran part del llegat enregistrat per Lois Marshall es troba als arxius de la "Canadian Broadcasting Corporation". Poc, però, s'ha publicat.